# هوارد زيمرمان
هوارد زيمرمان (بالإنجليزية: Howard Zimmerman)‏ هو كيميائي وأستاذ جامعي أمريكي، ولد في 5 يوليو 1926 في نيويورك في الولايات المتحدة، وتوفي في 12 فبراير 2012 في ميدلتاون في الولايات المتحدة.